# 格拉西克里克鎮區 (北卡羅萊納州米切爾縣)
格拉西克里克鎮區（英語：Grassy Creek Township）是位於美國北卡羅萊納州米切爾縣的一個鎮區。

## 地方資料
格拉西克里克鎮區的面積為147.37平方千米，當中陸地面積為147.24平方千米，而水域面積為0.13平方千米。根據2020年美國人口普查的數據，當地共有人口8040人，而人口密度為每平方千米54.56人。